# Robert E. Ricklefs
Robert Eric Ricklefs es un ornitólogo y ecólogo estadounidense profesor de biología en la Universidad de Misuri, San Luis, Misuri.

## Educación
Nació en 1943, obtuvo su Bachelor of Science en la Universidad de Stanford en 1963 y su doctorado de la Universidad de Pensilvania en 1967.
Realizó su investigación postdoctoral en el Instituto Tropical de Investigación Smithsonian antes de tomar una posición en la Universidad de Pensilvania. En 1992 recibió de la Unión Americana de ornitólogos el premio «William Brewster Memorial», uno de los más prestigiosos premios otorgados anualmente, por su trabajo en aves del hemisferio occidental.

## Carrera
- Profesor Asistente, Departamento de Biología, Universidad de Pensilvania, 1968-1972
- Profesor Asociado, Departamento de Biología, Universidad de Pensilvania, 1972-1978
- Profesor, Departamento de Biología, Universidad de Pensilvania, 1978-1995
- Profesor, Departamento de Biología, Universidad de Misuri, 1995.